# Irene Ryan
Jessie Irene Noblett (San Francisco, California, 17 de octubre de 1902-Santa Mónica, California, 26 de abril de 1973) fue una actriz estadounidense de radio, películas y televisión. Ryan es más conocida por su papel de Granny en la serie The Beverly Hillbillies (1962-1971), al lado de Buddy Ebsen, Donna Douglas, Max Baer Jr., entre otros. Por este personaje fue nominada a los premios Emmy. 

## Biografía
El nombre completo de Ryan fue Jessie Irene Noblett y nació en San Francisco, California, el 17 de octubre de 1902, la hija de James Merritt Noblett y Catherine Katie McSharry. Su padre era de Carolina del Norte y su madre era natural de Irlanda. 
Tenía una hermana llamada Anna. Ryan y sus padres se mudaron a San Francisco cuando ella era una niña. Ella comenzó su carrera a sus once años después de ganar dinero para cantar Pretty Baby en un concurso de aficionados en el Valencia Theater en San Francisco.
A la edad de veinte años, se casó con el escritor y comediante Tim Ryan. Actuaron en el vodevil como un acto de matrimonio, conocido en el medio artístico como una Dumb Dora y personificado por George Burns y Gracie Allen. 
Después, la pareja se divorció en 1942. Ryan estuvo de gira con Bob Hope, haciendo apariciones regulares en su programa de radio. También hizo el papel de la esposa de Edgar Kennedy en dos cortometrajes en 1943. Ese mismo año, ella apareció en la película O, My Darling Clementine, protagonizada por Roy Acuff. En 1944, Irene hizo el papel de Polly Kane en Hot Rhythm. En 1946 se casó con Harold E. Knox, quién trabajó en la producción cinematográfica. Ella continuó trabajando en películas de la década de 1940 y principios de 1950. 
En 1955, Ryan hizo su primera aparición en la televisión en la serie de CBS The Danny Thomas Show. Ella apareció con Walter Brennan en un episodio de la comedia de ABC The Real McCoys. Entre 1960 y 1961, apareció en Bringing Up Buddy, protagonizada por Frank Aletter e interpretó a Cynthia Boyle. 
Después de divorciarse con Knox, apareció en la serie más importante de su carrera, The Beverly Hillbillies, donde interpretó a Daisy Granny Moses, la suegra de J. D. Clampett (Buddy Ebsen). El creador de esta serie fue Paul Henning. 
Irene Ryan falleció el 26 de abril de 1973 en Santa Mónica, California, a sus 70 años. Su cuerpo fue enterrado en una cripta en el Woodlawn Memorial Cemetery en Santa Mónica, junto a su hermana, Anna Thompson.